# Асфальт (фільм)
«Асфальт» (нім. «Asphalt») — німецький німий фільм 1929 року режисера Джое Мая, знятий у стилі «вуличного фільму».

## Сюжет

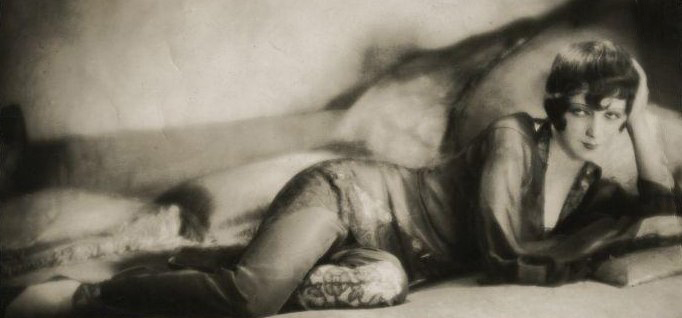
Бетті Аман в ролі Ельзи. Кадр фільму

Вуличний поліцейський Холк спіймав на крадіжці у ювелірному магазині молоду красиву жінку, але, ризикуючи професійною честю, не зміг встояти перед її чарами і врешті погодився не давати справі хід. Він вже був готовий одружуватися з нею, але з'являється її давній коханець, що пограбував днями один з паризьких банків. У фіналі стрічки поліцейського звинувачують у вбивстві, здійсненому на квартирі повії, жінка зізнається, що вбивство підлаштоване нею, і рятує коханця. Її відправляють до в'язниці, а поліцейський дивиться їй услід.

## В ролях
| Актор                 |   | Роль              |
| --------------------- | - | ----------------- |
| Альберт Штайнрюк      | • | поліцейський Голк |
| Ельза Геллер          | • | фрау Голк         |
| Густав Фреліх         | • | вахмістр Голк     |
| Бетті Аманн           | • | Ельза Крамер      |
| Ганс Адалберт Шлеттов | • | консул Ланген     |
| Роза Валетті          | • | жінка в барі      |
| Ганс Альберс          | • | злодій            |
| Пауль Гербігер        | • | злодій            |